# Anton Kade
Anton Kade (* 17. Januar 2004 in Berlin) ist ein deutscher Fußballspieler, der aktuell beim FC Basel unter Vertrag steht.

## Karriere

### Vereine
Der gebürtige Berliner wechselte 2012 von den Sportfreunden Kladow aus dem Stadtteil Kladow in das Nachwuchsleistungszentrum von Hertha BSC. Dort spielte er bereits in der Saison 2018/19 als C-Junior (U15) vereinzelt mit den B1-Junioren (U17) in der B-Junioren-Bundesliga, ehe er zur Saison 2019/20 fest in die U17 aufrückte und in 16 Spielen 10 Tore erzielte, bis die Spielzeit im März 2020 aufgrund der COVID-19-Pandemie abgebrochen wurde. Herthas U17 stand zu diesem Zeitpunkt auf dem 1. Platz und wurde zum Meister der Nord/Nordost-Staffel erklärt. Zur Saison 2020/21 rückte der 16-Jährige ein Jahr früher zu den A-Junioren (U19) auf. Der Flügelspieler konnte jedoch nur 3 Ligaspiele, in denen er 2 Tore erzielte, absolvieren, da auch diese Spielzeit im November 2020 wegen der Corona-Pandemie nicht mehr fortgeführt wurde. Die Saison 2021/22 begann Kade bei der U19. Er kam parallel in der zweiten Mannschaft in der viertklassigen Regionalliga Nordost zu seinen ersten Einsätzen im Herrenbereich. Im Januar 2022 stand er kurz vor seinem 18. Geburtstag unter Tayfun Korkut erstmals bei der Profimannschaft in einem Bundesligaspiel im Spieltagskader. Sein Debüt in der höchsten deutschen Spielklasse erfolgte am 20. Februar 2022, als er bei einer 1:6-Niederlage gegen RB Leipzig in der Schlussphase eingewechselt wurde. Bis zum Saisonende folgten unter Korkut und dessen Nachfolger Felix Magath 3 weitere Einwechslungen in der abstiegsbedrohten Mannschaft. In der U19 war Kade Stammspieler steuerte in 14 Spielen (immer in der Startelf) 4 Tore zum Gewinn der Nord/Nordost-Staffel bei. Aufgrund einer Bänderverletzung verpasste er die Endrunde um die deutsche Meisterschaft, in der Herthas U19 im Finale Borussia Dortmund unterlag. Für die zweite Mannschaft kam Kade zudem auf 6 Regionalligaeinsätze (alle von Beginn), in denen er ein Tor erzielte.
Zur Saison 2022/23 wechselte Kade zum Schweizer Erstligisten FC Basel, bei dem er einen Vertrag bis zum 30. Juni 2026 unterschrieb.

## Nationalmannschaft
Bisher absolvierte Kade insgesamt neun Partien für diverse deutsche Jugendnationalmannschaften und erzielte dabei zwei Treffer.

## Erfolge
- Meister der A-Junioren-Bundesliga Nord/Nordost: 2022
- Meister der B-Junioren-Bundesliga Nord/Nordost: 2020
- Fritz-Walter-Medaille (U17) in Bronze: 2021
- Schweizer Meister: 2024/25
- Schweizer Cup Sieger 2025

## Sonstiges
Anton Kades älterer Bruder Julius (* 1999) ist ebenfalls Fußballprofi. Er steht aktuell beim SV Wehen Wiesbaden unter Vertrag.